# Wimbledon-mesterskabet i damedouble 2022
Wimbledon-mesterskabet i damedouble 2022 var den 99. turnering om Wimbledon-mesterskabet i damedouble. Turneringen var en del af Wimbledon-mesterskaberne 2022, og kampene med deltagelse af 64 par blev spillet i perioden 29. juni - 10. juli 2022 i All England Lawn Tennis and Croquet Club i London, Storbritannien.
Mesterskabet blev vundet af Barbora Krejčíková og Kateřina Siniaková, der var seedet som nr. 2, og som i finalen besejrede det topseedede par, Elise Mertens og Zhang Shuai, med 6-2, 6-4 på blot 66 minutter. Krejčíková og Siniaková vandt Wimbledon-mesterskabet i damedouble for anden gang – første gang var i 2018 – og triumfen var deres femte grand slam-titel i damedouble og deres 12. turneringssejr i alt som makkere. Det var endvidere deres anden grand slam-titel i 2022, efter at de tidligere på året havde vundet Australian Open-titlen. Det tjekkiske par tabte blot et enkelt sæt i løbet af turneringen. Mertens og Zhang spillede deres blot tredje turnering som makkere, og Mertens havde som forsvarende mester muligheden for at vinde titlen to år i træk, da hun året før havde vundet turneringen med Hsieh Su-Wei som makker. Zhang Shuai var i sin første Wimbledon-finale.

## Pengepræmier og ranglistepoint
Den samlede præmiesum til spillerne i damedouble androg £ 2.332.000 (ekskl. per diem), hvilket var en stigning på ca. 10 % i forhold til året før, hvor mesterskabet imidlertid blev afviklet under særlige forhold på grund af COVID-19-pandemien, og en stigning på ca. 2 % i forhold til 2019, der var den seneste udgave af turneringen, der blev gennemført under normale forhold.
| Resultat               | Pengepræmier | Pengepræmier | Ændring ift. 2021 | Ændring ift. 2019 | WTA-point |
| Resultat               | Pr. par      | Total        | Ændring ift. 2021 | Ændring ift. 2019 | WTA-point |
| ---------------------- | ------------ | ------------ | ----------------- | ----------------- | --------- |
| Vindere (1)            | £ 540.000    | £ 540.000    | +12,5 %           | 0 %               | 0         |
| Finalister (1)         | £ 270.000    | £ 270.000    | +12,5 %           | 0 %               | 0         |
| Semifinalister (2)     | £ 135.000    | £ 270.000    | +12,5 %           | 0 %               | 0         |
| Kvartfinalister (4)    | £ 67.000     | £ 268.000    | +11,7 %           | 0 %               | 0         |
| Tabere i 3. runde (8)  | £ 33.000     | £ 264.000    | +10,0 %           | +3,1 %            | 0         |
| Tabere i 2. runde (16) | £ 20.000     | £ 320.000    | +5,3 %            | +5,3 %            | 0         |
| Tabere i 1. runde (32) | £ 12.500     | £ 400.000    | +4,2 %            | +4,2 %            | 0         |
| Samlet præmiesum       | -            | £ 2.332.000  | +9,6 %            | +1,7 %            | -         |

## Turnering

### Deltagere
Turneringen havde deltagelse af 64 par, der var fordelt på:
- 58 direkte kvalificerede par i form af deres ranglisteplacering i double.
- 6 par, der havde modtaget et wildcard (markeret med WC).

#### Seedede spillere
De 16 bedst placerede af deltagerne på WTA's verdensrangliste pr. 20. juni 2022 blev seedet:
| Seedning | Rang. | Rang. | Spillere                              | Resultat        |
| Seedning | Sum   | Ind.  | Spillere                              | Resultat        |
| -------- | ----- | ----- | ------------------------------------- | --------------- |
| 1        | 5     | 1 4   | Elise Mertens Zhang Shuai             | Finalister      |
| 2        | 11    | 8 3   | Barbora Krejčíková Kateřina Siniaková | Mestre          |
| 3        | 21    | 6 15  | Gabriela Dabrowski Giuliana Olmos     | Tredje runde    |
| 4        | 40    | 21 19 | Ljudmyla Kitjenok Jeļena Ostapenko    | Semifinalister  |
| 5        | 43    | 36 7  | Asia Muhammad Ena Shibahara           | Tredje runde    |
| 6        | 43    | 20 23 | Lucie Hradecká Sania Mirza            | Første runde    |
| 7        | 45    | 29 16 | Alexa Guarachi Andreja Klepač         | Kvartfinalister |
| 8        | 59    | 10 49 | Shuko Aoyama Chan Hao-Ching           | Kvartfinalister |
| 9        | 59    | 31 28 | Xu Yifan Yang Zhaoxuan                | Tredje runde    |
| 10       | 78    | 34 44 | Nicole Melichar-Martinez Ellen Perez  | Kvartfinalister |
| 11       | 80    | 45 35 | Alicja Rosolska Erin Routliffe        | Kvartfinalister |
| 12       | 91    | 80 11 | Latisha Chan Samantha Stosur          | Første runde    |
| 13       | 96    | 43 53 | Natela Dzalamidze Aleksandra Krunić   | Anden runde     |
| 14       | 98    | 39 59 | Monica Niculescu Elena-Gabriela Ruse  | Første runde    |
| 15       | 102   | 52 50 | Nadiia Kitjenok Raluca Olaru          | Tredje runde    |
| 16       | 110   | 32 78 | Marie Bouzková Tereza Mihalíková      | Anden runde     |

#### Wildcards
Seks par modtog et wildcard til turneringen.
| Spillere                        | Resultat     |
| ------------------------------- | ------------ |
| Naiktha Bains Maia Lumsden      | Anden runde  |
| Alicia Barnett Olivia Nicholls  | Anden runde  |
| Jodie Burrage Eden Silva        | Første runde |
| Harriet Dart Heather Watson     | Tredje runde |
| Sarah Beth Grey Yuriko Miyazaki | Første runde |
| Sonay Kartal Nell Miller        | Første runde |

### Resultater

#### Kvartfinaler, semifinaler og finale
| Elise Mertens |
| Zhang Shuai   |

| Alexa Guarachi |
| Andreja Klepač |

| Elise Mertens |
| Zhang Shuai   |

| Danielle Collins |
| Desirae Krawczyk |

| Danielle Collins |
| Desirae Krawczyk |

| Alicja Rosolska |
| Erin Routliffe  |

| Elise Mertens |
| Zhang Shuai   |

| Shuko Aoyama   |
| Chan Hao-Ching |

| Barbora Krejčíková |
| Kateřina Siniaková |

| Ljudmyla Kitjenok |
| Jeļena Ostapenko  |

| Ljudmyla Kitjenok |
| Jeļena Ostapenko  |

| Nicole Melichar-Martinez |
| Ellen Perez              |

| Barbora Krejčíková |
| Kateřina Siniaková |

| Barbora Krejčíková |
| Kateřina Siniaková |

#### Første, anden og tredje runde
| Elise Mertens |
| Zhang Shuai   |

| Anna Bondár  |
| Greet Minnen |

| Elise Mertens |
| Zhang Shuai   |

| Viktorija Golubic |
| Camila Osorio     |

| Viktorija Golubic |
| Camila Osorio     |

| Sonay Kartal |
| Nell Miller  |

| Elise Mertens |
| Zhang Shuai   |

| Kaia Kanepi     |
| Renata Voráčová |

| Nadiia Kitjenok |
| Raluca Olaru    |

| Alicia Barnett  |
| Olivia Nicholls |

| Alicia Barnett  |
| Olivia Nicholls |

| V. Grammatikopolou |
| Peangtarn Plipuech |

| Nadiia Kitjenok |
| Raluca Olaru    |

| Nadiia Kitjenok |
| Raluca Olaru    |

| Xu Yifan      |
| Yang Zhaoxuan |

| Lucia Bronzetti |
| Julia Lohoff    |

| Xu Yifan      |
| Yang Zhaoxuan |

| Jule Niemeier   |
| Andrea Petkovic |

| Jule Niemeier   |
| Andrea Petkovic |

| Miyu Kato       |
| Aldila Sutjiadi |

| Xu Yifan      |
| Yang Zhaoxuan |

| Alizé Cornet |
| Diane Parry  |

| Alexa Guarachi |
| Andreja Klepač |

| Magda Linette |
| Bernarda Pera |

| Alizé Cornet |
| Diane Parry  |

| Monique Adamczak |
| Katarzyna Kawa   |

| Alexa Guarachi |
| Andreja Klepač |

| Alexa Guarachi |
| Andreja Klepač |

| Gabriela Dabrowski |
| Giuliana Olmos     |

| Julija Putintseva |
| Yanina Wickmayer  |

| Gabriela Dabrowski |
| Giuliana Olmos     |

| Marta Kostjuk     |
| Tereza Martincová |

| Marta Kostjuk     |
| Tereza Martincová |

| Madison Brengle |
| Lauren Davis    |

| Gabriela Dabrowski |
| Giuliana Olmos     |

| Irina Bara         |
| Ekaterine Gorgodze |

| Danielle Collins |
| Desirae Krawczyk |

| Danielle Collins |
| Desirae Krawczyk |

| Danielle Collins |
| Desirae Krawczyk |

| Oksana Kalasjnikova |
| Katarzyna Piter     |

| Marie Bouzková    |
| Tereza Mihalíková |

| Marie Bouzková    |
| Tereza Mihalíková |

| Alicja Rosolska |
| Erin Routliffe  |

| Irina-Camelia Begu |
| Anhelina Kalinina  |

| Alicja Rosolska |
| Erin Routliffe  |

| Catherine Harrison |
| Sabrina Santamaria |

| Catherine Harrison |
| Sabrina Santamaria |

| Kaja Juvan      |
| Tamara Zidanšek |

| Alicja Rosolska |
| Erin Routliffe  |

| Clara Burel  |
| Chloé Paquet |

| Asia Muhammad |
| Ena Shibahara |

| Han Xinyun |
| Zhu Lin    |

| Han Xinyun |
| Zhu Lin    |

| Sarah Beth Grey |
| Yuriko Miyazaki |

| Asia Muhammad |
| Ena Shibahara |

| Asia Muhammad |
| Ena Shibahara |

| Shuko Aoyama   |
| Chan Hao-Ching |

| Wang Xiyu    |
| Zheng Qinwen |

| Shuko Aoyama   |
| Chan Hao-Ching |

| Jasmine Paolini  |
| Martina Trevisan |

| Naiktha Bains |
| Maia Lumsden  |

| Naiktha Bains |
| Maia Lumsden  |

| Shuko Aoyama   |
| Chan Hao-Ching |

| Ulrikke Eikeri |
| Astra Sharma   |

| Alison Riske-Amritraj |
| Coco Vandeweghe       |

| Alison Riske-Amritraj |
| Coco Vandeweghe       |

| Alison Riske-Amritraj |
| Coco Vandeweghe       |

| Aliona Bolsova |
| Ingrid Neel    |

| Aliona Bolsova |
| Ingrid Neel    |

| Latisha Chan    |
| Samantha Stosur |

| Natela Dzalamidze |
| Aleksandra Krunić |

| Anna-Lena Friedsam |
| Ann Li             |

| Natela Dzalamidze |
| Aleksandra Krunić |

| Emina Bektas    |
| Kristína Kučová |

| Harriet Dart   |
| Heather Watson |

| Harriet Dart   |
| Heather Watson |

| Harriet Dart   |
| Heather Watson |

| Jodie Burrage |
| Eden Silva    |

| Ljudmyla Kitjenok |
| Jeļena Ostapenko  |

| Arianne Hartono |
| Demi Schuurs    |

| Arianne Hartono |
| Demi Schuurs    |

| Océane Dodin  |
| Tatjana Maria |

| Ljudmyla Kitjenok |
| Jeļena Ostapenko  |

| Ljudmyla Kitjenok |
| Jeļena Ostapenko  |

| Lucie Hradecká |
| Sania Mirza    |

| Magdalena Fręch     |
| Beatriz Haddad Maia |

| Magdalena Fręch     |
| Beatriz Haddad Maia |

| Daria Saville    |
| Ajla Tomljanović |

| Viktória Kužmová |
| Arantxa Rus      |

| Viktória Kužmová |
| Arantxa Rus      |

| Magdalena Fręch     |
| Beatriz Haddad Maia |

| Elisabetta Cocciaretto |
| Viktorija Tomova       |

| Nicole Melichar-Martinez |
| Ellen Perez              |

| Maryna Zanevska      |
| Kimberley Zimmermann |

| Elisabetta Cocciaretto |
| Viktorija Tomova       |

| Kaitlyn Christian |
| Panna Udvardy     |

| Nicole Melichar-Martinez |
| Ellen Perez              |

| Nicole Melichar-Martinez |
| Ellen Perez              |

| Monica Niculescu    |
| Elena-Gabriela Ruse |

| Kirsten Flipkens    |
| Sara Sorribes Tormo |

| Kirsten Flipkens    |
| Sara Sorribes Tormo |

| Dalma Gálfi       |
| Dajana Jastremska |

| Belinda Bencic |
| Storm Sanders  |

| Belinda Bencic |
| Storm Sanders  |

| Kirsten Flipkens    |
| Sara Sorribes Tormo |

| Anett Kontaveit |
| Shelby Rogers   |

| Barbora Krejčíková |
| Kateřina Siniaková |

| Vivian Heisen          |
| Samantha Murray Sharan |

| Anett Kontaveit |
| Shelby Rogers   |

| Elixane Lechemia    |
| Nuria Párrizas Díaz |

| Barbora Krejčíková |
| Kateřina Siniaková |

| Barbora Krejčíková |
| Kateřina Siniaková |